# Brother, Can You Spare a Dime? (film)
Brother, Can You Spare a Dime? è un film documentario del 1975 diretto da Philippe Mora, composto in gran parte da filmati di cinegiornali che descrivono il periodo della Grande depressione.

## Riconoscimenti
Il film è stato in nomination nel 1976 ai Golden Globe come miglior documentario

## Disponibilità
Un DVD di Image Entertainment è stato pubblicato nel 1999 e di nuovo nel 2018 da Artiflix.
È disponibile su DVD e Blu-Ray tramite The Sprocket Vault.